# Liste de fortifications en Estonie
Liste de fortifications en Estonie.
- Forteresse Hermann à Narva
- Remparts de Tallinn